# Ampelocissus indica
Ampelocissus indica là một loài thực vật hai lá mầm trong họ Nho. Loài này được (L.) Planch. miêu tả khoa học đầu tiên năm 1884.